# 塚原洋一
塚原 洋一（つかはら よういち、1962年11月22日 - ）は、日本の漫画家。神奈川県横浜市出身。

## 略歴
横浜市立下田小学校、横浜市立日吉台中学校、サレジオ学院高等学校を経て、東海大学工学部電子工学科放校。
1986年に『さよならの季節』でちばてつや賞の一般部門・第14回（1986年前期）入選。翌1987年に『こちらツカハラ探偵事務所』（モーニング）で連載デビュー（1、2話はモーニングパーティー増刊に掲載）。
パチンコ関連の漫画を定期的にこなしていたが、『クレヨンしんちゃん』の野原ひろしを主人公としたスピンオフ作品『野原ひろし 昼メシの流儀』が長期連載となる。

## 作品リスト
- さよならの季節（1986年）※ちばてつや賞入選
- こちらツカハラ探偵事務所（1987年、モーニング、講談社、全1巻）※連載デビュー
- CURV 〜緋色の放物線〜（パチンカーワールド、白夜書房）原作：安田一彦
- 新台戦争（パチンカーワールド、白夜書房）
- 新台荒らし（パチンカーワールド、白夜書房）
- パチラッチ（1998年 - 2015年、パチスロパニック7、白夜書房→ガイドワークス）
- パチンコクリニック（漫画ゴラクネクスター、日本文芸社）※旧版
- まかせて!!徳大寺（漫画ゴラク、日本文芸社）
- 艶艶キャバクラ天国（漫画ゴラク、日本文芸社）
- 地獄のフィットネス（漫画ゴラクネクスター、日本文芸社）
- 馬連ダンディー（別冊漫画ゴラク、日本文芸社）
- 俳句ア・ローリングストーン（漫画ゴラクネクスター、日本文芸社）
- 裸のモーニング（パチンカーワールド、白夜書房）
- 公安調査官鬼瓦（漫画ゴラク、日本文芸社）
- あっぱれ!平賀源衛門（漫画ゴラク、日本文芸社）
- 男の流儀（漫画ゴラク、日本文芸社、全1巻）
- 裸のドル箱ブラザーズ（パチンカーワールド、白夜書房）
- パチラッチ（パチンカーワールド、白夜書房）※パチラッチのパチンコ版
- パチラッチ・ダメラッチ（パニック7ゴールド、白夜書房）※パチラッチのサイドストーリー
- パチンコクリニック（パチンコ大連勝、日本文芸社）※新版
- 実録!ホール店長のスロヤマ話（パチスロ大連勝Rush！、日本文芸社）
- BARノンバケ（パチスロV7、双葉社）
- BARプレミア（パチンコ10番勝負、双葉社）
- パチリーマンのススメ!!（ - 2012年、パチンコ10番勝負、双葉社）
- アニキ（2009年 - 連載中、パチンカーオリジナル、白夜書房→ガイドワークス）※原作：守山アニキ
- BET TIMEブルース（2011年 - 連載中、パチスロ激魂、双葉社）
- 7色ダンディズム（2012年 - 連載中、パチンコ10番勝負、双葉社）
- 野原ひろし 昼メシの流儀（2015年 - 連載中、まんがタウン→まんがクレヨンしんちゃん.com[1]、双葉社）キャラクター原作：臼井儀人
- マンガ 「獄中面会物語」（2019年、笠倉出版社）原作：片岡健
- 冒険メシの流儀（2022年、屍喰らいの冒険メシ公式サイト[2]）